# Nevljica
Nevljica je reka, ki izvira vzhodno od Velikega Rakitovca, med Rakitovcem (902 m) in Špilkom (957 m), ob južnem bregu vrha Kozjak (737 m), teče po Tuhinjski dolini in se v mestu Kamnik izliva v Kamniško Bistrico. Znana je po najdišču mamutovega okostja, ki je v naselju Nevlje v bližini sotočja s Kamniško Bistrico.
Nevljica ima številne pritoke:
- desni pritoki: Cirkušnica, Tuhinjščica (s pritokom Šumščica, Češniški potok in Suhi dol), Pogorelca, Vanišnik, Jablanščica, Hruševka, Snovišek, Cevka, Rožiščica,  Markovščica, Porebrščica, Markovski graben, Oševek
- levi pritoki: Vasenščica, Potočnica (tudi Potoški graben), Mrzlica, Suhi potok